# Whitingham CDP (Vermont)
Whitingham es un lugar designado por el censo ubicado en el condado de Windham en el estado estadounidense de Vermont. En el Censo de 2020 tenía una población de 91 habitantes y una densidad poblacional de 216,67habitantes por km². Fue incluido como CDP en el censo de 2020.

## Geografía
Whitingham se encuentra ubicado en las coordenadas 42°47′21″N 72°53′4″O / 42.78917, -72.88444. Según la Oficina del Censo de los Estados Unidos,  tiene una superficie total de 0,42 km², todos correspondientes a tierra firme.